# Moema Gramacho
Moema Isabel Passos Gramacho (Salvador, 4 de Julho de 1958), mais conhecida como Moema Gramacho é uma bióloga, química e política brasileira. É filiada ao Partido dos Trabalhadores. Foi prefeita de Lauro de Freitas por 4 mandatos e Deputada Estadual e Federal pela Bahia.

## Carreira política
Foi vereadora de Salvador em 1997, suplente de deputado estadual entre 1995 e 1999 e efetivada em janeiro de 1997, eleita deputada estadual em 1998, reeleita em 2002 e renunciou em 30 de dezembro de 2004. Exerceu o cargo de prefeita de Lauro de Freitas no período 2005-2012, tendo recebido diversos prêmios como prefeita empreendedora (pela criação do Programa Municipal de Aceleração do Trabalho, Emprego e Renda) e “melhor prefeita das Américas” pela Organização Brasil Américas. Implantou o primeiro centro de referência a doença falciforme na Bahia e inaugurou a primeira maternidade pública de Lauro de Freitas, que foi fechada no ano seguinte durante mandato de seu sucessor. Assumiu em 2013 a Secretaria Estadual de Desenvolvimento Social e Combate a Pobreza. Em 2014, foi eleita deputada federal. Em 2016 é eleita novamente prefeita de Lauro de Freitas, com 52,34% dos votos válidos. Em 2020 foi eleita pela quarta vez prefeita de Lauro de Freitas.